# Jean-Louis Mandel

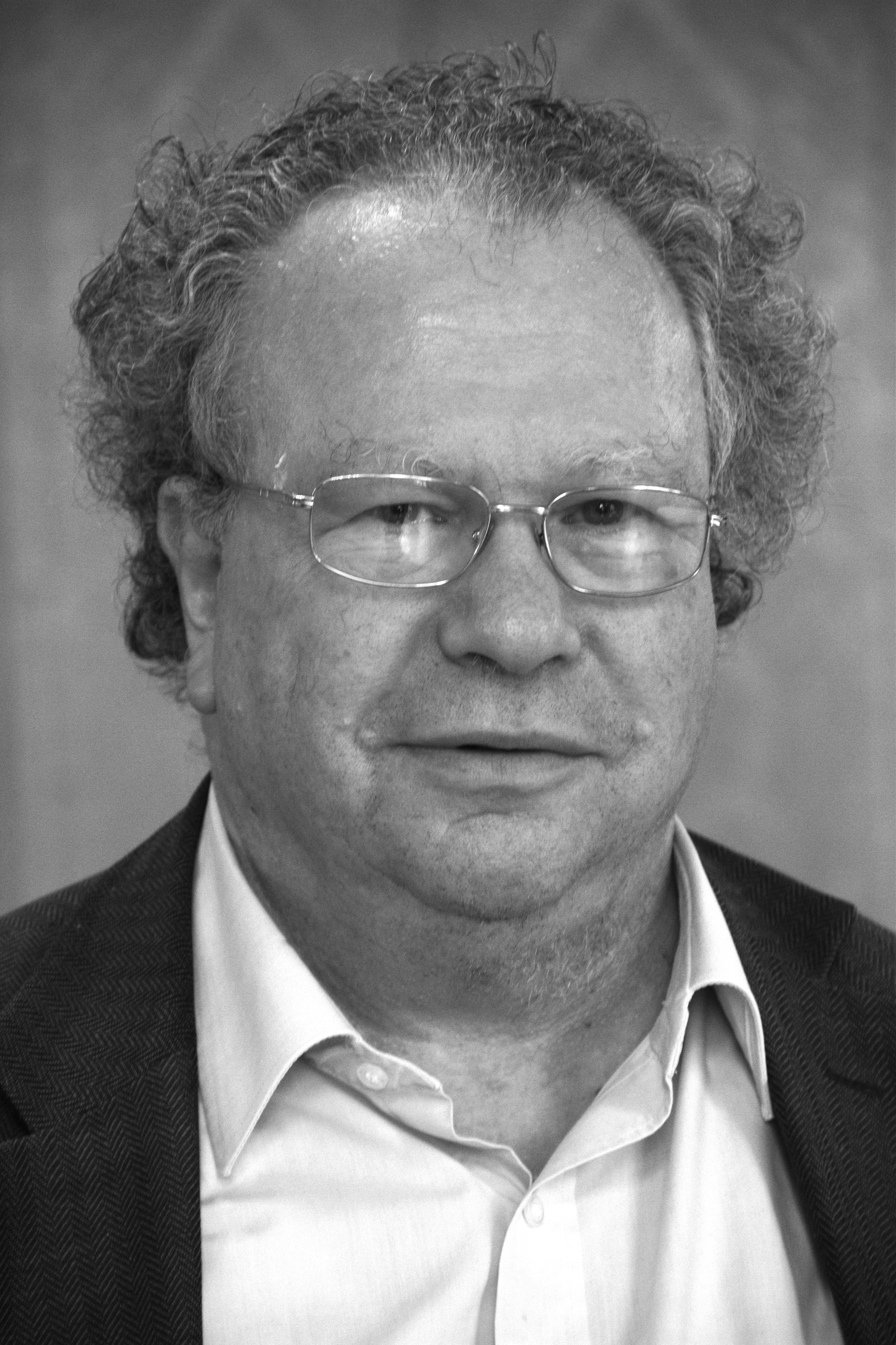
Jean-Louis Mandel, 2013

Jean-Louis Mandel (* 12. Februar 1946 in Straßburg) ist ein französischer Genetiker.

## Leben
Mandel promovierte 1971 an der Universität Straßburg in Medizin. 1973 erwarb er bei Pierre Chambon mit einer Arbeit über RNA-Polymerasen einen Doktor in Biochemie. Als Postdoktorand arbeitete Mandel im Medical Institute of Genetics in Toronto, Kanada. Ab 1975 war er wieder Forschungsassistent bei Chambon. Seit 1982 leitet Mandel eine Forschungsgruppe, die sich der molekularen Analyse und Diagnose bestimmter Erbkrankheiten widmet. An der Universität Straßburg wurde er 1978 Assistenzprofessor, 1995 Professor für Molekulargenetik des Menschen. Von 2002 bis 2006 war er – als Nachfolger des Gründers Chambon – Direktor des Institut de génétique et biologie moléculaire et cellulaire de Strasbourg (IGBMC, eine gemeinsame Einrichtung des Institut national de la santé et de la recherche médicale, INSERM, des Centre national de la recherche scientifique, CNRS, und der Universität Straßburg). Seit 2004 ist Mandel Professor für Humangenetik am Collège de France.

## Wirken
Das wissenschaftliche Werk Mandels befasst sich vor allem mit monogenetischen Erkrankungen des Nervensystems. Er identifizierte die Gene und ihre Mutationen, die diesen Erkrankungen zugrunde liegen, entwickelte Tests, um diese Erkrankungen zu diagnostizieren, und untersuchte deren pathophysiologischen Mechanismen mit Hilfe von Tiermodellen und Zellmodellen. Insbesondere veröffentlichte Mandel grundlegende Arbeiten zu den Trinukleotiderkrankungen wie dem Fragiles-X-Syndrom, der Chorea Huntington, der Friedreich-Ataxie oder der spinozerebellären Ataxien Typ 2 und Typ 7, aber auch zu anderen genetischen Störungen wie der Adrenoleukodystrophie, dem Coffin-Lowry-Syndrom, den myotubulären Myopathien oder der Vitamin-E-Mangel-Ataxie.

## Auszeichnungen (Auswahl)
- 1993 Korrespondierendes Mitglied der Académie des sciences[1]
- 1994 Richard Lounsbery Award[2]
- 1994 Mitglied der Academia Europaea[3]
- 1999 Louis-Jeantet-Preis[4]
- 1999 Ordentliches Mitglied der Académie des sciences[1]
- 2001 Zülch-Preis[5]
- 2004 Neuronal Plasticity Prize[6]
- 2008 Ritter der Légion d'Honneur
- 2022 Kavli-Preis in Neuroscience[7]